# Песочный человек (Marvel Comics)
Песо́чный челове́к (англ. Sandman), настоящее имя — Уи́льям Бе́йкер (англ. William Baker), псевдоним — Флинт Ма́рко (англ. Flint Marko) — персонаж комиксов издательства Marvel Comics. Впервые упомянут в The Amazing Spider-Man #4 (сентябрь 1963). Придуман Стэном Ли и художником Стивом Дитко как враг Человека-паука. Был наделён особой суперспособностью превращаться в песок. Впоследствии перешёл на сторону Человека-паука и стал супергероем. Также данный персонаж появился в мультсериалах, фильмах «Человек-паук 3: Враг в отражении» (2007) и «Человек-паук: Нет пути домой» (2021), где его сыграл актёр Томас Хейден Чёрч.

## Биография
Уильям Бейкер родился в Куинс, Нью-Йорк. Отец ушёл из семьи, когда Уильяму было три года, заставив героя тем самым жить в полной нищете с одной лишь матерью, которая работала уборщицей за жалкую зарплату и иногда уходила в сильные алкогольные запои. Она не могла обеспечить сына роскошью, потому иногда водила его на песчаный пляж Кони-Айленд, где он с наслаждением лепил большие скульптуры из песка. Также мальчик занимался лепкой из песка в школе, где его подбадривала учительница мисс Флинт, которая ему очень нравилась.
В школе его жестоко обижал хулиган по имени Вик и двое его друзей. Вскоре Уильям смог дать им отпор, используя боевую технику, в которой движения противника используются против него самого. После этого Вик с двумя задирами стали его друзьями. Свой гнев Бейкер выражал в футболе. Позже он взял себе прозвище «Флинт», потому что звучит оно вызывающе, а также напоминает об его любимой учительнице. Вскоре он стал ловким вором.
После того, как Вик задолжал огромную сумму денег воровской шайке преступников, он попросил друга бросить футбол, чтобы помочь ему вернуть большой карточный долг. Бейкер так и сделал, и тренер вышвырнул его из футбольной команды, сказав, что он никогда ничего не завершит, за что Флинт его жестоко избил. После этого случая Флинт сразу же был исключён из школы и начал всё больше и больше обращаться к криминалу, и даже стал работать инфорсером воровской шайки. Он всё больше и больше втягивался в беззаконие и мало-помалу стал очень жестоким бандитом. В конце концов, он был арестован полицией вместе со своей шайкой и попал в тюрьму Рикерз-Айленд, где встретил своего отца, Флойда Бейкера. Он подружился с отцом, выдав самого себя за другого человека: Флинта Марко (также он взял себе этот псевдоним для того, чтобы его мать не узнала, что он стал опасным преступником). Так он проводил годы в тюрьме, которые скрашивали только присутствие его отца. А после того как за примерное поведение Флойда выпустили из тюрьмы, Флинт решил бежать, и совершил дерзкий побег из тюрьмы.
Он прибежал на участок для теста ядерных технологий на заброшенном песчаном пляже рядом с Саванной в штате Джорджия. Решив, что там его не будут искать и, оставшись там переночевать, где он наутро следующего дня вошёл в контакт с песком, и был облучён экспериментальным реактором. Его тело и радиоактивный песок начали скрепляться в одно целое, и тело Марко начало превращаться в большую субстанцию из песка, которая могла трансформировать любую часть или всё тело в песок. В связи с этим он придумал себе новое имя — Песочный человек.
Впервые Флинт Марко столкнулся с Человеком-пауком в старшей школе, которую посещал сам Питер Паркер. Человек-паук победил Флинта с помощью вакуумного очистителя. После Марко стал членом суперзлодейской команды Зловещая шестёрка, возглавляемой Доктором Осьминогом. Бок о бок с Громилами, он схватил Человека-факела, но опять был побеждён Человеком-пауком, который помог первому. После этого Флинт на некоторое время бросил попытки победить Человека-паука и взялся за других супергероев. Наиболее заметным поступком Флинта Марко было вступление в команду суперзлодеев «Ужасающая четвёрка», целью которой было истребление Фантастической четвёрки, но более опытные супергерои победили суперзлодеев-новичков. Флинт стал надевать украшенный алмазами зелёный костюм и пурпурный шлем. Объединившись с Бластааром, Марко снова попытался одолеть Фантастическую четвёрку и снова у него ничего не получилось. Также он в одиночку дрался с Халком один раз, и ещё раз, но уже вместе с Мандарином.
После многих событий Флинт Марко стал добрым и помогал супергероям победить суперзлодеев, но после опять стал злым, хоть потом выяснилось, что это Визард заставил с помощью специального устройства думать Флинта, будто он — суперзлодей.
Тогда Песочный человек вступил в новую Зловещую шестёрку, которая работала с одним из злейших врагов Человека-паука — Веномом. Веном разузнал, что Флинт Марко вступил в команду суперзлодеев лишь для того, чтобы быть уверенным, что больше никто, кроме его, не убьёт Человека-паука. За это Веном разрезал Флинта на большие части и проглотил очень большой кусок его песка, что очевидно заставило дестабилизироваться структуре тела Флинта, и его тело начало медленно распадаться на большие части. Он винил в этом Человека-паука. Но, в конце концов, Марко попросил его передать сообщение его матери. Также он сожалел, что так и не стал настоящим супергероем. Песочный человек распался на большие куски и сточные трубы смыли его, после чего он стал частью Jones Beach.
Тело и сознание Песочного человека рассыпались по песку, большая часть которого слилась с пляжем и начала заглатывать людей в попытке снова связать себя в единое целое. Человек-паук пытался освободить схваченных людей. Вскоре песок начал распространяться в разные части Нью-Йорка, и каждая часть разрушенного сознания Флинта Марко была самостоятельным созданием: добрая сторона Уильяма Бейкера, злая, женская и детская. Человек-паук нашёл их всех и попытался уговорить их вновь соединиться в одно целое. Злая сторона слилась с женской и детской стороной, но хорошая сторона не хотела позволить злой стороне вновь стать её частью, на что Новый Песочный человек полностью отверг свою доброю сторону, которая в конце концов, распалась в безжизненную песочную массу и утекла. Хотя Новый Песочный человек и не был настолько садистским как его чисто злая сторона, но всё же не горел желанием вершить добро. Был в команде Изгнанников, но вскоре ушёл оттуда.
Он является одним из суперзлодеев, набранных для восстановления опознавательного медальона, но казалось, был снова убит во время мятежа. В конце серии Песочный человек найден живым и работающим на Стервятника, чтобы манипулировать другими суперзлодеями.
В сюжетной линии «Sandblasted», в уютном квартале он спрашивает Человека-паука о больших деньгах, чтобы помочь ему выкупить отца, который был обвинён и заключён в тюрьму за жестокое убийство бомжа. Он признаёт, что его отец был мелким преступником, но настаивает, что он не может совершить убийство. Уильям Бейкер также отметил, что жертва напоминает Бена Паркера, который был убит много лет спустя до этого. Песочный человек и Человек-паук нашли убийцу, это был Хамелеон 2211. Хамелеон 2211 убил дядю Бена, которого Хобгоблин 2211 доставил из альтернативной вселенной, и позирует после этого.
В «Big Time» Песочный человек является членом новой Зловещей шестёрки, вместе с Мистерио, Носорогом, Доктором Осьминогом, Хамелеоном и Электро.

## Способности
В результате радиационной бомбардировки Флинт Марко превратился в большую связующую, похожую на песок, субстанцию. У него есть суперспособность изменять своё тело: укреплять, уменьшать, увеличивать, рассыпать или принимать любую форму, которую он захочет. Даже если его тело раздуло на множество песчинок — он всё равно способен изменять его. Его футболка и штаны хоть и выглядят как обычная одежда, но являются частью его тела, похожего на песок.
Для битв с супергероями или суперзлодеями практически всегда трансформирует свои руки в большие булавы или кувалды. Песочный человек может достигать очень огромных размеров и массы, объединяя себя с находящимся поблизости песком, тем самым прибавляя самому себе силы. Он может контролировать своё тело или только его части, в то время как мозг существует лишь в виде астральной формы. Он может превращаться в песчаный шторм и преодолевать с помощью него огромные расстояния, или окружить своих врагов и удушить их.
Помимо всего этого, благодаря физической массе самого песка, Флинт владеет сверхчеловеческой силой, в несколько раз большей, чем у Человека-паука, и сравнимая, разве что, с Джаггернаутом, Существом или Халком.
Большинство физических атак и пули не приносят ему никакого ущерба, но для него опасны вода и лёд в больших количествах.
Несмотря на свои, несомненно, очень мощные суперспособности, тело Песочного человека обладает всеми свойствами песка, чем неоднократно пользуются его противники. Например, при высокой температуре огня, песок начинает полностью переплавляться в стекло. Также Флинт крайне уязвим для воды. Попадание нескольких капель воды в него ничем ему не грозит, но когда он целиком попадает в воду, тело Песочного человека не в состоянии собраться и выбраться из воды. Более того, в песке содержатся мелкие частички железа, и он может быть выведен из строя мощным магнитом.

## Другие версии

### Ultimate Marvel
Во вселенной Ultimate Marvel Флинт Марко является генетически созданным Джастином Хаммером мутантом. Вскоре Доктор Осьминог убивает Хаммера. Марко использует это событие для побега и чтобы сеять хаос в Нью-Джерси. Однако «Щ.И.Т» ловит его с помощью Человека-паука и помещает в следственный тюремный изолятор. Там он встречает других опасных преступников в лице Нормана Озборна (Зелёный гоблин), доктора Отто Октавиуса (Доктор Осьминог), Макса Диллона (Электро) и Крейвена-охотника. Под руководством Зелёного гоблина и Отто Октавиуса все они устраивают побег из тюрьмы и формируют Зловещую шестёрку. Флинт вместе с командой суперзлодеев нападает на Белый дом. Однако Железный человек останавливает их. После их боя «ЗАЩИТА» насмерть замораживает его вместе с остальными суперзлодеями.

## Песочный человек вне комиксов

### Фильмы

#### Трилогия Сэма Рэйми иКинематографическая вселенная Marvel
- «Человек-паук 3: Враг в отражении» (2007) — Томас Хейден Чёрч

Песочный человек сражается с Человеком-пауком в фильме «Человек-паук 3: Враг в отражении»

В фильме «Человек-паук 3: Враг в отражении» (2007) Флинт Марко стал преступником, чтобы заплатить за лечение для своей больной дочери Пенни. Во время своего побега из тюрьмы он попадает в экспериментальный ускоритель частиц, что молекулярно связывает его с песком, давая Флинту его свойства. Позже полицейские находят Флинта Марко в Манхэттене. Тот от них прячется в самосвале, заполненном песком. В отделении полиции находят свидетельство того, что Марко является убийцей Бена Паркера. Об этом сообщается Питеру и тёте Мэй. Человек-паук в своём чёрном костюме начинает жестоко мстить Флинту, чуть не убив его, но тот смог выжить и позже присоединился к Веному, чтобы убить супергероя. В конечном счёте он оказывается побеждённым Гарри Озборном. Марко говорит с Питером, объясняя, что он не хотел убивать дядю Бена. Угрожая пистолетом, Флинт хотел лишь угнать у него машину, но тут его толкнул подбежавший сообщник, в результате чего он случайно насмерть застрелил Бена. Марко объяснил всё это любовью к своей дочери Пенни. Она — единственное, что у него осталось. Понимая это, Питер прощает ему всё, и Флинт Марко, приняв от него прощение, принимает форму песчаного шторма и улетает.
- Томас Хейден Чёрч повторил роль Флинта Марко / Песочного человека в фильме Кинематографической вселенной Marvel (КВМ) «Человек-паук: Нет пути домой» (2021)[7]. Оказавшись в другой вселенной, он помогает Человеку-пауку победить Макса Диллона (Электро), также прибывшего из другой реальности, после чего его и Макса заключают в Санктум Санкторум вместе с другими суперзлодеями из параллельных вселенных. Человек-паук предлагает Флинту вылечить его от мутации, но Зелёный гоблин убеждает злодеев не отрекаться от способностей. Позже Марко помогает Электро и Курту Коннорсу (Ящеру) в борьбе с Человеком-пауком. Впоследствии версия Человека-паука из вселенной Флинта полностью излечивает его от песочных способностей, возвращая Марко в обычное человеческое состояние, после чего Стивен Стрэндж возвращает его и других перемещённых героев и вылеченных злодеев в их вселенные.

### Мультсериалы
Песочный человек появлялся во многих мультсериалах о Человеке-пауке и в одном мультсериале о Фантастической четвёрке.
- Песочный человек участвовал в мультсериале «Человек-паук» 1967 года, где его озвучил Том Харви.
- Песочный человек появляется в мультсериале «Фантастическая четвёрка» 1978 года в составе Ужасающей четвёрки.
- Песочный человек появился в мультсериале «Человек-паук» 1981 года.
- Кристофер Коллинз озвучил Песочного человека в мультсериале «Человек-паук и его удивительные друзья», где злодей узнаёт настоящее имя Человека-паука, но позже супергерои убедили его, что Питер Паркер и Человек-паук — разные люди.
- В мультсериале «Новые приключения Человека-паука» Песочного человека озвучил Джон Димаджо. Он был создан для охоты на Человека-паука и долгое время был его противником. При своём последнем появлении показал себя с лучшей стороны, играя с детьми в песочнице, а позже спас людей во время катастрофы на танкере, которую сам же и вызвал. В русском переводе мультсериала назван Сэндманом.
- Появляется в мультсериале «Великий Человек-паук» 2012 года. Вначале был врагом, а потом становится союзником Человека-паука.
- Появляется в мультсериале «Человек-паук» 2017 года. Имеет дочь Гимию, тоже обладающую песочными способностями.

## Видеоигры
- Один из боссов в игре Spider-Man 2: Enter Electro. С ним приходится биться два раза.
- В Ultimate Spider-Man Жук похищает пробирку с образцами Песочного человека.
- В Spider Man 3 один из боссов, встречается два раза.
- Босс и играбельный персонаж в игре Spider-Man: Friend or Foe.
- Пятый босс в игре Spider-Man: Shattered Dimensions при игре за Удивительного Человека-паука.
- Первый босс и играбельный персонаж в игре Lego Marvel Super Heroes, которая вышла осенью 2013 года.
- Упоминается в игре Spider-Man.
- Встречается в мобильной коллекционной карточной игре Marvel: War of Heroes[8].
- Играбельный персонаж в Lego Marvel Super Heroes 2.
- В игре Spider-Man 2 Песочный человек является первым боссом.

## Критика и отзывы
- В 2009 году Песочный Человек занял № 72 в списке 100 величайших злодеев комиксов по версии IGN[9].